# Harakat al-Chabab al-Moudjahidin

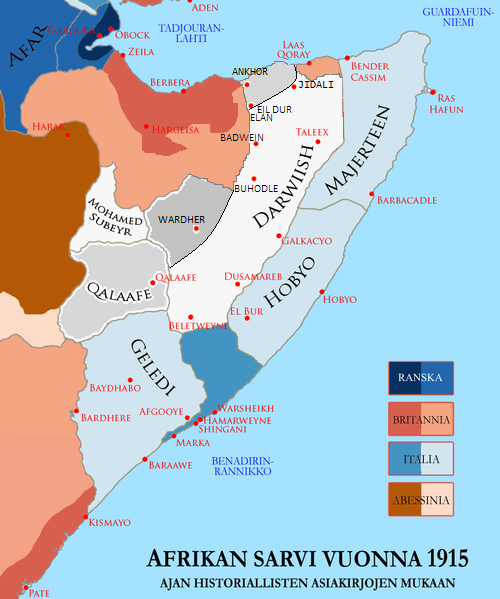
Corne de l'Afrique vers 1915

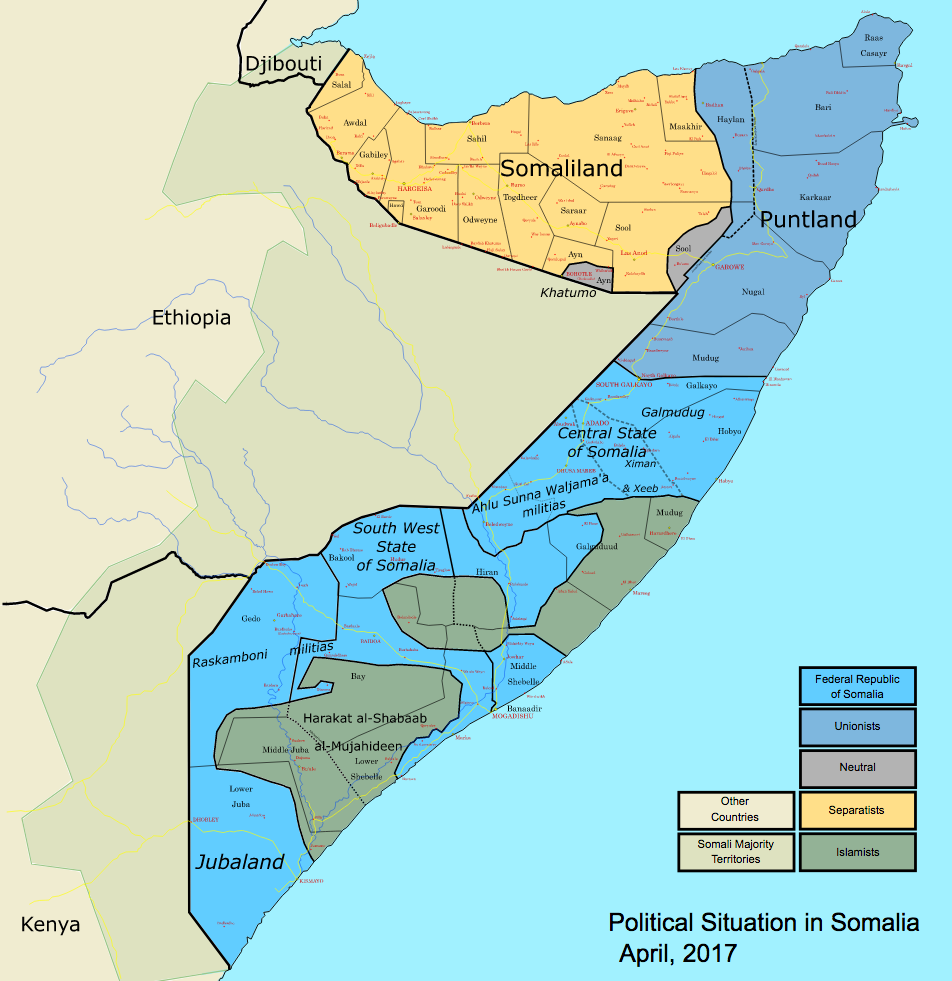
Situation en Somalie en avril 2017

Harakat al-Chabab al-Moudjahidin (arabe : حركة الشباب المجاهدين, signifiant « mouvement des jeunes combattants ») est un groupe terroriste islamiste somalien d'idéologie salafiste djihadiste créé en 2006 lors de l'invasion éthiopienne. Ses membres sont couramment appelés shebabs ou chebabs. Le groupe est issu de la fraction la plus dure de l'Union des tribunaux islamiques et a pour objectif l'instauration de la charia dans la région.
L'organisation est placée sur la liste officielle des organisations terroristes des États-Unis, de l'Australie, du Canada et de la Nouvelle-Zélande,,. Elle est soupçonnée d'entretenir des liens forts avec la direction centrale d'Al-Qaïda au Pakistan et d'abriter des djihadistes étrangers, dont certains en provenance d'Europe et des États-Unis. L'intensification des actions militaires américano-pakistanaises dans les zones tribales au sud du Waziristan a notamment entraîné le départ de plusieurs chefs d'Al-Qaïda vers la Somalie.
C'est l'une des deux grandes organisations islamistes somaliennes, avec le Hizbul Islam (ou Hezb al-Islamiya) du cheikh Hassan Dahir Aweys. Le fondateur du groupe, Aden Hashi Farah « Ayro », est tué en 2008 dans une frappe aérienne américaine. L'organisation est ensuite dirigée par Moktar Ali Zubeyr, successeur du cheikh Mukhtar Robow, jusqu'à sa mort en 2014.
En 2009, le groupe se déclare en guerre contre le gouvernement du nouveau président somalien Sharif Ahmed, issu de la tendance plus modérée des Tribunaux islamiques. Après son succès initial, le groupe contrôlait une partie du pays en 2008 avant d'être obligé de se replier en 2011 face aux offensives de l'armée somalienne appuyée par l'Union africaine.
En septembre 2013, on estime que la mouvance comptait environ 5 000 combattants dans ses rangs. Ces forces sont cependant divisées en plusieurs factions rivales. Outre les ambitions personnelles, les partisans d'une révolution islamique mondiale divergent de ceux centrés sur l'objectif nationaliste consistant à prendre le pouvoir en Somalie. Dans ce cadre, le 29 juin 2013, le groupe annonce avoir tué deux de ses chefs historiques, Ibrahim Haji Jama Mead dit Al-Afghani (l'Afghan) et Abul Hamid Hashi Olhayi,.

## Histoire
Ils obtiennent une victoire militaire lors de la bataille de Kismayo (en) en août 2008, reprenant le port, qui est situé près du Kenya et est la troisième ville du pays, à l'ex-ministre Barre Adan Shire Hiiraale (en). Après avoir pris contrôle de Kismayo, ils ont désarmé les milices locales afin de rétablir l'ordre. Parallèlement, ils instauraient la charia dans sa version la plus radicale, y compris pénale (lapidation d'une adolescente de 13 ans, coups de fouet pour des femmes portant des soutiens-gorge et pour hommes ayant fumé du haschisch, etc.,). Ils y ont aussi détruit des sites religieux (chrétiens et soufis)…
Fin 2008, les shebab contrôlent la majeure partie du sud de la Somalie. À partir de 2011, ils subissent une série de revers face aux offensives des forces gouvernementales somaliennes, de la Mission de l'Union africaine en Somalie et de l’armée kényane. Ils ont dû abandonner Mogadiscio en août 2011 puis les principales villes qu’ils contrôlaient en 2012. En octobre 2014, ils quittent également Brava, le dernier port d'importance,.
Outre les armées nationales africaines et les forces de l'Union africaine, les forces armées des États-Unis effectuent régulièrement des frappes contre ce mouvement.

## Financement
Les shebab se financent en prélevant le zakat auprès des habitants et un racket institutionnalisé auprès des camions de marchandises aux checkpoints. Beaucoup de petits paysans sont ruinés par ces pratiques.

## Offensives et attentats
- 5 février 2008 : attentats à Bosaso (en), revendiqué par les shebabs. Vingt-cinq migrants éthiopiens tués, et 80 blessés. C'était la première attaque des shebabs dans le Puntland[20].
- Mai 2008 : attentat revendiqué par les shebabs contre une base militaire de l'Union africaine, près de Mogadiscio, qui tue 13 personnes (essentiellement des civils)[21].
- 29 octobre 2008 : attentats-suicides d'Hargeisa et Bosaso (en) : six attentats-suicides utilisant des voitures piégées à Hargeisa, capitale du Somaliland, et dans le port de Bosaso (Puntland). À Hargeisa, les attentats visaient le palais présidentiel, l'ambassade de l'Éthiopie et des bureaux de l'ONU[22], et ont fait 19 morts[23]. À Bosaso, les attentats visaient des bâtiments du Puntland Intelligence Service, et ont tué six agents des services de renseignement[23]. Ce sont les premiers attentats-suicides dans ces deux régions[22]. Les attentats, non revendiqués mais attribués aux shebabs, ont eu lieu quelques jours avant des rencontres entre le gouvernement fédéral de transition et les leaders régionaux, qui devait avoir lieu à Nairobi (Kenya)[22],[23]. L'un des kamikazes, Shirwa Ahmed, était un étudiant américain de 27 ans, qui venait de Minneapolis[24].
- 22 février 2009 : les shebabs revendiquent un double attentat-suicide contre une base militaire de l'Union africaine à Mogadiscio, faisant onze morts et quinze blessés (soldats de nationalité burundaise)[21].
- 8 au 14 mai 2009 : bataille de Mogadiscio : les combats se poursuivent les semaines et mois suivants, alternant entre victoires et défaites des islamistes face aux troupes du gouvernement fédéral de transition. Des combats ont encore lieu en juillet 2009.
- 24 mai 2009 : les shebabs revendiquent un attentat-suicide contre une caserne militaire près de Mogadiscio, qui fait au moins sept morts (six soldats et un civil)[25].
- 14 juillet 2009 : les shebabs s'emparent de deux membres de la DGSE, qui s'étaient présentés comme journalistes[26]. Un de ces otages était initialement détenu par le groupe Hizbul Islam du cheikh Hassan Dahir Aweys, l'autre par les shebab, mais finalement ces derniers ont réussi à obtenir la garde des deux agents[27]. Selon le ministre somalien des Affaires sociales, Mohammed Ali Ibrahim, « la raison principale de l'enlèvement est que certains shebabs ont des proches emprisonnés en France, les pirates »[28]. La France détient en effet quinze pirates somaliens, dont certains arrêtés lors de la prise d'otages du Ponant, en avril 2008[28]. Un des otages parvient à s'évader au mois d'août[29].
- 17 septembre 2009 : double attentat-suicide à la voiture piégée contre une base militaire de l'Union africaine à Mogadiscio. L'attaque, revendiquée par les shebabs, fait 9 morts, dont le général burundais Juvénal Niyonguruza[30].
- 11 juillet 2010 : attentats à Kampala pendant la finale de la coupe du monde 2010 faisant au moins 74 morts[31].
- 1er octobre 2011 : enlèvement d'une Française âgée de 66 ans, handicapée et ancienne militante féministe, Marie Dedieu, par un groupe d'hommes armés à son domicile de l'île de Manda, près de Lamu, au large du Kenya[32]. Privée de soins, elle décède peu après[33].
- 4 octobre 2011 : attentat suicide au camion piégé revendiqué par un porte parole des shebabs contre un complexe ministériel à Mogadiscio. On compte plus de 70 morts dont de nombreux étudiants qui attendaient des résultats d'examens[34].
- 24 octobre 2011 : une grenade explose dans une discothèque de la capitale kényane, Nairobi, blessant 14 personnes. La police locale accuse les islamistes d'Al-Shabaab d'avoir perpétré l'attentat qui a lieu une semaine après le début de l'intervention kényane en Somalie[35].
- 14 avril 2013 : des militants shebabs armés et ceints d'explosifs ont visé le principal tribunal de Mogadiscio, la capitale somalienne. Le raid suicide a fait 29 victimes civiles et 58 blessés. Par ailleurs un attentat à la voiture piégée au passage d'un convoi humanitaire turc près de l'aéroport de Mogadiscio a tué 5 autres civils. Les shebabs, chassés de la capitale en août 2011 s'opposent toujours au gouvernement en place[36].
- 22 septembre 2013 : des miliciens shebabs ont revendiqué la tuerie du centre commercial Westgate. Cette prise d'otage d'un centre commercial à Nairobi, la capitale du Kenya, a fait au moins 68 morts civils[37].
- 5 octobre 2013 : en réponse à l'attaque du 22 septembre au Kenya, la marine américaine lance un raid à l'encontre d'un chef islamiste shebab à Brava dans le sud de la Somalie. D'après un responsable américain le chef visé n'a été ni capturé ni tué[38].
- 24 mai 2014: Djibouti : attentat suicide au restaurant la Chaumière à Djibouti, trois mort dont deux shebabs et une vingtaine de blessés.
- 27 mars 2015 : Somalie : attentat de l'hôtel Makka al-Mukarama à Mogadiscio, il y aurait au moins une vingtaine de morts, dont un représentant gouvernemental.
- 2 avril 2015 : Kenya : des éléments du groupe attaquent l'université de Garissa, faisant 148 morts, dont 142 étudiants[39]. C'est l'une des pires attaques du mouvement djihadiste.
- 25 octobre 2016 : Kenya : l'attentat vise une maison d'hôtes de Mandera, ville de l'extrême nord-est du pays provoquant l'effondrement d'une partie du bâtiment et faisant 15 morts[40].
- 14 octobre 2017 : Somalie : Attaque au camion citerne piégé dans le centre de Mogadiscio. 3 jours de deuil national ont été décrétés par le président Mohamed Abdullahi Mohamed en hommage aux victimes, l'attentat ayant fait 587 morts[41],[42].
- 15 janvier 2019: Kenya: Un commando de cinq hommes armés a fait irruption dans un hôtel de luxe de la capitale Nairobi, tuant 21 personnes dont un touriste américain et un britannique, avant d'être abattus. Selon la police l'assaut a été accompagné d'au moins deux explosions, dont une explosion-suicide. L'attaque sera rapidement revendiquée par les Shebab[43].
- 12 juillet 2019 : Somalie : attaque contre un hôtel de Kismaayo, tuant 26 personnes[44].
- 22 juillet 2019 : Somalie : Explosion d’un véhicule piégé près d’un point de contrôle situé sur la route d’accès à l’aéroport de Mogadiscio, tuant au moins 17 personnes[45].
- 24 juillet 2019 : Somalie : Attentat contre la mairie de Mogadiscio, tuant six personnes et blessant le maire de la ville qui décédera quelques semaines plus tard[45].
- 10 décembre 2019 : Somalie : Attaque d’un hôtel à Mogadiscio, tuant 5 personnes[46].
- 28 décembre 2019 : Somalie : Une voiture-suicide provoque une explosion à un poste de contrôle à l'entrée de Mogadiscio, tuant au moins 81 personnes dont de nombreux étudiants[42].
- 5 janvier 2020 : Kenya : Une attaque vise la base de Camp Simba situé au Lamu, un soldat américain et deux sous-traitants, également américains, ont été tués[47].
- 9 juin 2023 : Somalie : Attaque d'un hôtel à Mogadiscio, tuant 6 civils et 3 policiers, dix civils blessés.
- 1er février 2025 : Au moins 50 combattants sont tués après des combats entre Al-Shabaab, et l'armée nationale somalienne et les milices Ma'awisley. Les affrontements lieu dans les régions de Hiiraan et du Moyen Shabelle, dans l'État de Hirshabelle[48].
- 18 mars 2025 une tentative d'assassinat contre le président Hassan Sheikh Mohamoud fait au moins dix morts et vingt blessés, dont des membres des forces de sécurité[49].
- Les insurgés islamistes s'emparent de la ville de Moqokori en juillet 2025[50].

## Organisation et luttes internes

### Chefs
- Ahmad Omar (Abu Ubaidah), chef du groupe
- Ahmad Iman Ali, chef de la branche kényane du groupe[51].

### Anciens chefs
- Aden Hashi Farah « Ayro », chef du groupe, tué le 1er mai 2008
- Saleh Ali Saleh Nabhan, commandant militaire, tué le 14 septembre 2009
- Fazul Abdullah Mohammed, membre d'Al-Shabbaab et chef présumé d'Al-Qaida dans la Corne de l'Afrique, tué le 8 juin 2011
- Omar Shafik Hammami, djihadiste américain, tué le 12 septembre 2013, victime de purges parmi les islamistes shabbaab
- Mokhtar Ali Zubeyr, chef du groupe, tué le 1er septembre 2014
- Sheikh Mukhtar Robow, porte-parole et commandant militaire qui s'est rendu au gouvernement somalien le 13 août 2017[52]